# Кути (Сеница)
Кути (словац. Kúty) — село в Словакии, в районе Сеница Трнавского края. 
Первое письменное упоминание о селе относится к 1468 году. Словацкое наименование жителей села — «кутяне».

## Население
| Год:                | 1994 | 2004    | 2014    | 2024    |
| ------------------- | ---- | ------- | ------- | ------- |
| Количество человек: | 4093 | 4129    | 4053    | 4008    |
| Разница:            |      | +0,87 % | −1,84 % | −1,11 % |

## Расположение
Куты расположены к востоку от государственной границы Словакии с Чехией и Австрией, образованной рекой Морава, протекающей примерно в 3 км от села. К югу от села течёт река Миява. Село находится на Загорской низменности. Высота над уровнем моря — 156 метров. Площадь села — 27,16 км² (2716 га).  
Село Кути граничит на севере с селом Бродске, на востоке с Шаштином-Стражами, с юга с Моравски-Свети-Ян, на западе с австрийскими сёлами Хоэнау и Рабенсбург.
На 31 декабря 2015 года в селе проживало 4022 человека. Плотность населения таким образом составляла 148,09 человек на км². 
Номера автомобилей в селе Куты содержат буквы SE. Телефонный код села - +421 34. Почтовый индекс - 908 01.

## Транспортное сообщение
В Кутах находится железнодорожная станция международного значения (маршрут Братислава – Бржецлав) и является последней перед границей с Чехией. Недалеко проходит шоссе Д2 (Е65), ведущее из Братиславы в Брно. Из Кутов по новому пограничному мосту, пришедшему в 2005 году на смену старому понтонному, можно пройти к австрийскому селу Хоэнау.

## Известные люди
В селе родился профессор, доктор философии, доктор наук Павол Палкович – словацкий теоретик драмы и литературы.
Здесь похоронен Андрей Людовит Радлинский – римско-католический священник, филолог, религиозный писатель, основатель Общества святого Войтеха, соучредитель Матицы словацкой.